# Rhyacophila diffidens
Rhyacophila diffidens là một loài Trichoptera trong họ Rhyacophilidae. Chúng phân bố ở miền Cổ bắc.